# Greix de mamífer marí

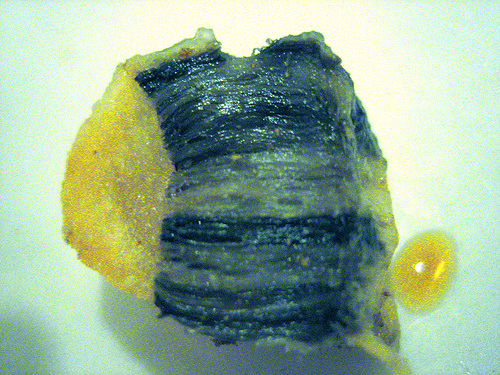
Greix de balena

Els mamífers marins tenen una espessa capa de greix subcutani que, en algunes espècies, pot representar fins a la meitat de la massa total d'un individu en determinades fases vitals. Aquest greix està molt vascularitzat, és ric en fibres de col·lagen i serveix com a aïllament i reserva d'energia. Així mateix, contribueix a la forma hidrodinàmica del cos d'aquests animals i la seva flotabilitat. El greix és un concepte diferent de l'espermaceti i és el principal motiu de la caça de balenes.